# Krbavica
Krbavica este o arie protejată (sit de importanță comunitară — SCI) din Croația întinsă pe o suprafață de 425,08 ha, integral pe uscat.

## Localizare
Centrul sitului Krbavica este situat la coordonatele 44°42′45″N 15°37′51″E / 44.712622°N 15.630861°E.

## Înființare
Situl Krbavica a fost declarat sit de importanță comunitară în iulie 2013 pentru a proteja 2 specii de animale.

## Biodiversitate
Situată în ecoregiunea alpină, aria protejată conține 1 habitat natural: Pajiști cu Molinia pe soluri calcaroase, turboase sau argilos-nămoloase (Molinion caeruleae).
La baza desemnării sitului se află mai multe specii protejate de  nevertebrate (2): Austropotamobius torrentium, fluturele auriu (Euphydryas aurinia).